# Gewiss Stadium
Gewiss Stadium je fotbalový stadion v italském městě Bergamo, v regionu Lombardie. Již od roku 1928 slouží místnímu fotbalovém klubu Atalanta.
Do roku 1945 měl název Stadio Mario Brumana, poté 49 let nesl název Stadio Comunale a do roku 2017 Stadio Atleti Azzuri d'Italia. Právě v roce 2017 přešlo vlastnictví stadionu z města Bergamo na společnost Stadio Atalanta Srl, která vlastní i fotbalový klub Atalanta.
Od července 2019 a na šest let převzal svůj současný název po obchodní dohodě s elektrotechnickou společností Gewiss, která získala práva na pojmenování stadionu. Severní křivka je věnována Federicu Pisanimu, zatímco jižní křivka je věnována Piermariu Morosinimu, oběma bývalým fotbalistům Atalanty, kteří předčasně zemřeli.

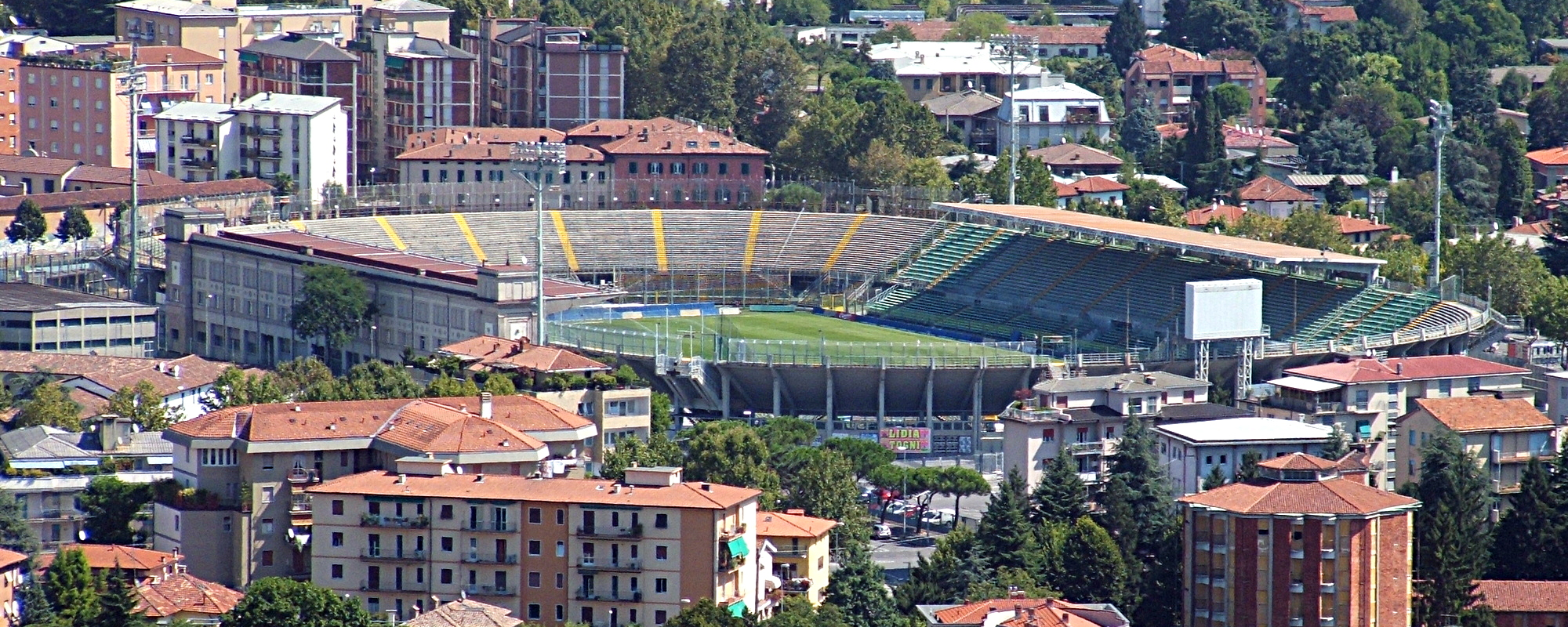
Před rekontrukcí

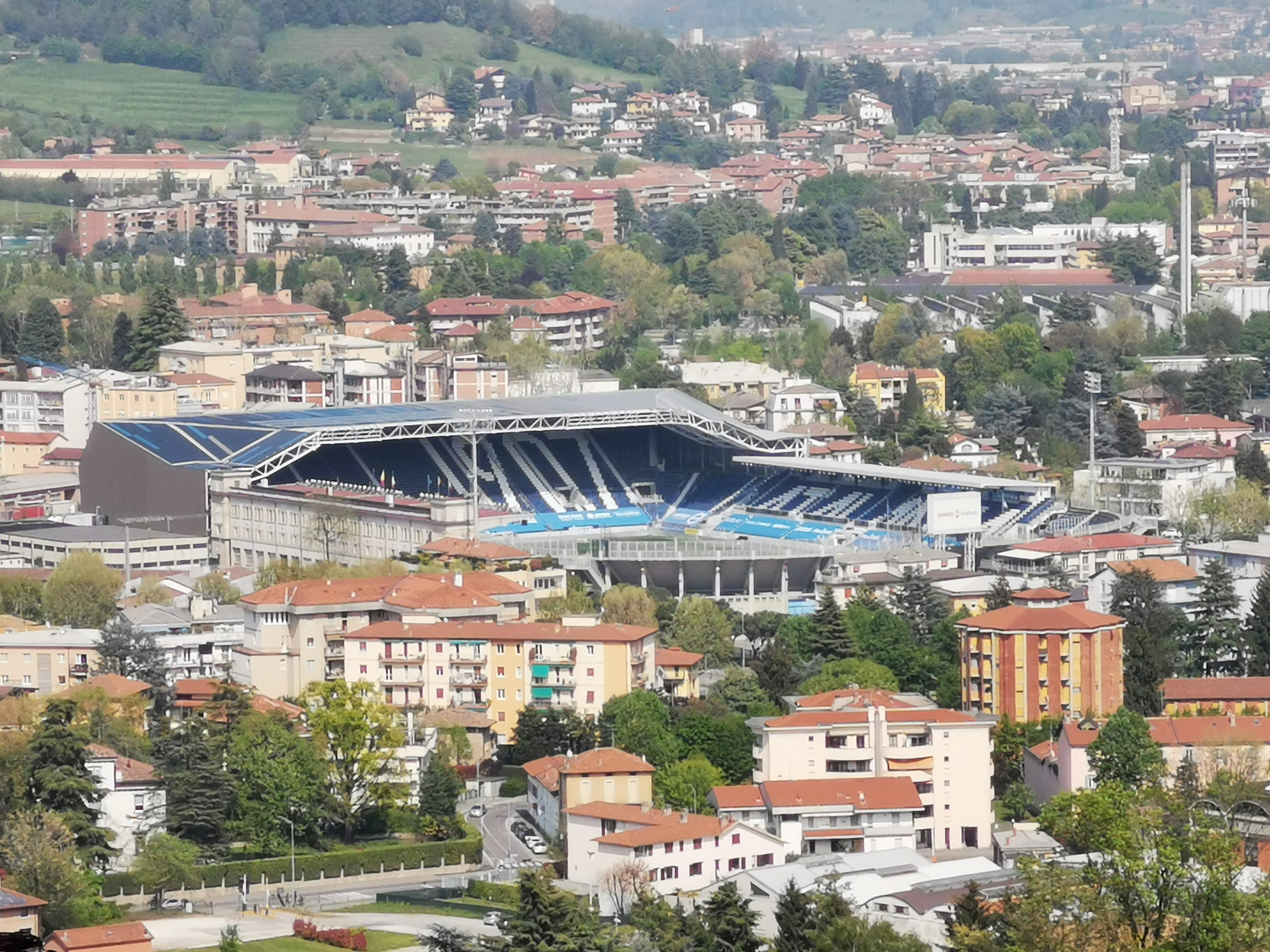
Po rekonstrukci